# جنيفر هدسون
جنيفر هدسون (بالإنجليزية: Jennifer Hudson)‏ مواليد 12 سبتمبر 1981 في شيكاغو، إلينوي، الولايات المتحدة، هي ممثلة أمريكية بدأت مسيرتها الفنية عام 2004. كما أنها من الفائزات بجوائز الأوسكار وجائزة غولدن غلوب.

## الأعمال

### أفلام
- فتيات الحلم

## وصلات خارجية
- الموقع الرسمي
- جنيفر هدسون على موقع IMDb (الإنجليزية)
- جنيفر هدسون على موقع الموسوعة البريطانية (الإنجليزية)
- جنيفر هدسون على موقع روتن توميتوز (الإنجليزية)
- جنيفر هدسون على موقع ألو سيني (الفرنسية)
- جنيفر هدسون على موقع ميوزك برينز (الإنجليزية)
- جنيفر هدسون على موقع رولينغ ستون (الإنجليزية)
- جنيفر هدسون على موقع تيرنر كلاسيك موفيز (الإنجليزية)
- جنيفر هدسون على موقع أول موفي (الإنجليزية)
- جنيفر هدسون على موقع قاعدة بيانات برودواي على الإنترنت (الإنجليزية)
- جنيفر هدسون على موقع قاعدة بيانات الأفلام السويدية (السويدية)